# Coastal International Center Tower 5
La Coastal International Center Tower 5 est un gratte-ciel en construction à Dalian en Chine. Il s'élèvera à 211 mètres. Son achèvement est prévu pour 2018. 